# Гленкросс, Хэмиш
Хэмиш Гленкросс (англ. Hamish Glencross; род. 13 февраля 1978 года) — британский музыкант, более известный как бывший гитарист дум-метал группы My Dying Bride.
Он заменил Кэлвина Робертшоу в 1999 году до тура по альбому «The Light at the End of the World» и стал официальным членом My Dying Bride, коим являлся до 2014 года. После ухода из My Dying Bride его заменил Кэлвин Робертшоу, которого он сам сменил 15-ю годами ранее. До прихода в My Dying Bride, он играл на гитаре в британской прогрессив-метал группе Seer’s Tear, панк/метал группе из Лидса Apocalypso и британской дум метал группы Solstice.
Гленкросс в настоящее время использует гитары Джексон, и играет исключительно на них с 2006 года. Его любимая модель Jackson Randy Rhoads, на которой он играет как в живую, так и в студии.